# Revolução de Zanzibar
A Revolução de Zanzibar foi responsável pela deposição do sultão de Zanzibar e de seu governo de maioria árabe por revolucionários africanos em 1964. Um estado etnicamente diverso consistindo de uma pequena quantidade de ilhas situadas à costa leste de Tanganica, Zanzibar ganhou sua independência da Grã-Bretanha em 1963. No entanto, uma série de eleições parlamentares culminaram com a minoria árabe retendo o poder político herdado da época em que Zanzibar era um território ultramarino de Omã. Frustrados pela pouca representação no parlamento apesar de obterem 54% dos votos, o Partido Afro-Shirazi (PAS), de maioria africana se aliou ao Partido Umma, de inclinação esquerdista, e no começo da manhã do dia 12 de Janeiro de 1964 o membro do PAS John Okello mobilizou entre 600 e 800 revolucionários na ilha de Unguja. Tendo uma vez saqueado a polícia do país e se apropriado de suas armas, os insurgentes seguiram para a Cidade de Zanzibar, onde depuseram o sultão e seu governo. Represálias  contra os civis árabes e austro-asiáticos na ilha se seguiram; a contagem de mortos é disputada, com estimativas variando de muitas centenas a 20 000. O líder moderado do PAS Abeid Karume se tornou o novo presidente e chefe de estado do país e posições de poder 	também foram cedidas a membros do Partido Umma.
As aparentes simpatias comunistas do novo governo preocuparam o Ocidente e uma vez que Zanzibar se situava dentro da esfera de influência britânica, o governo britânico preparou uma série de planos de intervenção. Entretanto, a temida retomada comunista nunca se materializou e os cidadãos britânicos e americanos foram evacuados com sucesso, logo, tais planos nunca foram postos em prática. Enquanto isso, potencias do bloco comunista como a China, Alemanha Oriental e União Soviética estabeleciam relações amistosas com o novo governo, reconhecendo o país e enviando conselheiros. Karume negociou uma fusão de Zanzibar com Tanganica — um ato julgado pela mídia contemporânea como uma tentativa de prevenir a subversão comunista em Zanzibar. A revolução pôs fim a 200 anos de domínio árabe em Zanzibar e seu aniversário é comemorado todos os anos no arquipélago com celebrações e um feriado público.

## Contexto
O arquipélago de Zanzibar, hoje parte da república da Tanzânia na África Oriental, consiste em um grupo de ilhas que se encontram no Oceano Índico, próximo à costa de Tanganica. Ele é composto pela ilha principal de Unguja ao sul (também conhecida como Zanzibar), pela pequena ilha de Pemba ao norte, e por outras numerosas ilhotas. Com um longo histórico de domínio árabe datando de 1698, Zanzibar foi um território ultramarino de Omã até alcançar sua independência, em 1858, passando a ser regida por um sultanato próprio. Em 1890, durante o reinado de Ali ibn Said, Zanzibar tornou-se um protetorado britânico e, embora nunca tenha estado formalmente sob comando direto, era considerado parte do Império Britânico.
Em 1964 o país era uma monarquia constitucional governada pelo sultão Janxide ibne Abedalá. Zanzibar possuía uma população de cerca de 230 000 africanos — alguns dos quais alegavam ser de descendência persa e eram conhecidos localmente como “shirazi" — além de significativas minorias de 50 000 árabes e 20 000 austro-asiáticos, que ocupavam lugares de destaque no comércio e nos negócios. Os vários grupos étnicos estavam gradativamente se misturando e as distinções entre eles tornavam-se mais tênues; de acordo com um historiador, uma importante razão para o apoio geral ao sultão Janxide era a diversidade étnica de sua família. Entretanto, os habitantes árabes das ilhas, sendo os maiores proprietários de terras do arquipélago, eram em geral mais ricos que os africanos; os partidos políticos mais importantes eram organizados em grupos étnicos, com árabes dominando o Partido Nacionalista Zanzibari (PNZ) e africanos compondo o Partido Afro-Shirazi (PAS). O PNZ tinha o Egito como seu modelo, o que causava uma certa tensão com os oficiais coloniais britânicos; contudo, Zanzibar havia sido dominada por séculos pela sua elite árabe, e o Escritório da Colônia não conseguia conceber uma Zanzibar governada por negros.
Em janeiro de 1961, como parte do processo de descolonização, as autoridades britânicas da ilha demarcaram distritos eleitorais e realizaram eleições democráticas. Tanto o PAS quanto o PNZ ganharam 11 dos 22 assentos no parlamento de Zanzibar, então novas eleições foram realizadas em junho com o número de assentos aumentado para 23. O PNZ entrou em uma coalizão com o Partido do Povo de Zanzibar e Pemba (PPZP) e desta vez conseguiu 13 assentos, enquanto o PAS, mesmo obtendo a maioria dos votos obteve apenas 10 assentos. O PAS suspeitou de fraude eleitoral e a desordem civil se alastrou, resultando em 68 mortes. Para manter a ordem, o governo de coalizão baniu os partidos de oposição mais radicais, encheu os serviços públicos com pessoas nomeadas pelo alto-escalão governo e deu caráter político à polícia.
Em 1963, com o número de assentos aumentado para 31, mais uma rodada de votações veio acompanhada da repetição dos eventos das eleições de 1961. Devido ao planejamento dos distritos eleitorais, o PAS, liderado por Abeid Amani Karume, ganhou 54 por cento do voto popular, mas ficou com apenas 13 assentos, enquanto o PNZ e o PPZP ganharam o restante, fortalecendo sua posição no poder. O Partido Umma, formado naquele ano por apoiadores árabes socialistas do PNZ, foi banido e todos os policiais de origem africana foram demitidos. Isso removeu uma ampla porção da única força de segurança na ilha e criou um grupo de homens furiosos com treinamento paramilitar e conhecimento dos edifícios, equipamentos e procedimentos policiais.
A independência completa do domínio britânico foi concedida em 10 de dezembro de 1963, com a coalizão PNZ/PPZP como o corpo governante. O governo solicitou um tratado de defesa com o Reino Unido, pedindo para que um batalhão de tropas britânicas permanecesse estacionado na ilha para tarefas de segurança interna, mas isto foi rejeitado, pois os britânicos julgavam inapropriado que suas tropas se envolvessem na manutenção da lei e ordem tão logo após a independência. Relatos do serviço de inteligência britânico prediziam que uma desordem civil, acompanhada por uma crescente atividade comunista era provável em um futuro próximo e que a chegada de tropas britânicas poderia fazer com que a situação se deteriorasse ainda mais. No entanto, muitos cidadãos estrangeiros permaneceram na ilha, incluindo 130 britânicos, que eram empregados diretos do governo de Zanzibar.

## Revolução
Por volta das 03h00 do dia 12 de janeiro de 1964, entre 600 e 800 insurgentes — a maioria africanos — auxiliados por alguns ex-policiais demitidos, atacaram os postos policiais de Unguja, os dois arsenais da polícia local e a estação de rádio. Os policiais árabes da reserva praticamente não haviam recebido treinamento efetivo e, apesar de terem respondido com uma força móvel, foram logo vencidos. Armados com centenas de fuzis automáticos, submetralhadoras e metralhadoras bren, os insurgentes tomaram o controle de edifícios estratégicos na capital, a Cidade de Zanzibar. Dentro de seis horas após a deflagração das hostilidades, o escritório de telégrafo da cidade e os principais edifícios do governo estavam sob controle dos revolucionários e a única pista de pouso da ilha foi capturada às 2:18 da tarde. O sultão, juntamente com o Primeiro Ministro Muhammad Shamte Hamadi e membros de seu gabinete, fugiram da ilha a bordo do yacht real “Seyyid Khalifa”  e o palácio e as propriedades do sultão foram confiscadas pelo governo revolucionário. Pelo menos 80 pessoas foram mortas e outras 200 feridas durante as 12 horas de confronto que se seguiram nas ruas, a maioria das quais árabes. Sessenta e um cidadãos americanos, incluindo 16 funcionários de uma estação de rastreamento de satélites da NASA, encontraram abrigo no Clube Inglês na Cidade de Zanzibar e quatro jornalistas norte-americanos foram detidos pelo novo governo da ilha.
De acordo com a história oficial de Zanzibar, a revolução foi planejada e liderada pelo líder do PAS Abeid Amani Karume. Entretanto, na época, Karume estava na África continental tal como o líder do banido Partido Umma Abdulrahman Muhammad Babu. O secretário da filial de Pemba do PAS, o ex-policial ugandense John Okello, enviou Karume à África continental para garantir sua segurança. Okello chegou a Zanzibar vindo do Quênia em 1959, alegando ter sido um marechal-de-campo para os rebeldes quenianos durante a revolta dos mau-mau, apesar de, na verdade, não ter experiência militar alguma. Ele afirmava que ouvia uma voz comandando-o, como um cristão, para que livrasse o povo de Zanzibar do domínio dos árabes   e foi Okello quem liderou os revolucionários — em sua maioria membros desempregados da Liga Juvenil Afro-Shirazi — no dia 12 de janeiro. Um comentador em particular especulou ainda que foi provavelmente Okello, juntamente com a Liga Juvenil, que planejou a revolução.

## Resultado
Um Conselho Revolucionário foi estabelecido pelo PAS e pelo Partido Umma para operar como um governo provisório, com Karume liderando o conselho como presidente e Babu trabalhando como Ministro das Relações Externas. O país foi renomeado como República Popular de Zanzibar e Pemba e os primeiros atos do novo governo foram o de banir permanentemente o Sultão e proibir o PNZ e o PPZP de existirem. Procurando distanciar-se do volátil Okello, Karume silenciosamente o distanciou da cena política, apesar de ele ter sido permitido a reter seu título autoconcedido de marechal-de-campo. Entretanto, os revolucionários de Okello logo começaram uma onda de represálias contra a população árabe e asiática de Unguja, levando a cabo uma onda de espancamentos, estupros, assassinatos e ataques a propriedades. Ele alegou em discursos feitos no rádio ter matado ou aprisionado dezenas de milhares dos seus “inimigos e seus servos”, mas as estimativas reais do número de mortos variam de “centenas” a 20 000. Alguns jornais ocidentais colocaram o número de vítimas entre 2 000 e 4 000 — os números mais altos podem ter sido aumentados pelos discursos do próprio Okello e por relatos exagerados das mídias árabe e ocidental. O massacre de prisioneiros árabes e seu sepultamento em valas comuns foi documentado por uma equipe de filmagem italiana, filmando de um helicóptero para o documentário África Addio e essa sequência de filmagens contém o único documento visual do massacre. Muitos árabes buscaram refugio em Omã, porém, sob as ordens de Okello, nenhum europeu sofreu mal algum. A violência pós-revolução não se espalhou para Pemba.
Por volta de 3 de fevereiro, Zanzibar finalmente estava voltando à normalidade e Karume foi amplamente acolhido pelo povo como seu presidente. A polícia estava presente novamente nas ruas, as lojas saqueadas foram reabertas e armas sem licença foram entregues pela população. O governo revolucionário anunciou que seus prisioneiros políticos, estimados em 500, seriam julgados por tribunais especiais. Okello formou a Força Militar da Liberdade (FML), uma unidade paramilitar composta por seus próprios correligionários, que patrulhava as ruas e pilhava propriedade árabe. O comportamento dos apoiadores de Okello, sua retórica violenta, seu sotaque ugandense e sua fé cristã estavam lhe rendendo a antipatia de muitas pessoas no amplamente moderado e muçulmano Partido Afro-Shirazi, e em meados de março, muitos membros da FML foram desarmados por apoiadores de Karume e pela milícia do Partido Umma. Em 11 de março, Okello teve seu título de marechal-de-campo oficialmente revogado, e foi impedido de retornar a Zanzibar após uma viagem ao continente. Ele foi deportado a Tanganica e então ao Quênia antes de retornar desamparado a sua terra natal, a Uganda.
Em abril o governo formou o Exercito de Libertação Popular (ELP) e completou o processo de desarmamento do que restou da milícia FML de Okello. No dia 26 de abril, Karume anunciou que uma fusão foi negociada com Tanganica para formar o novo país da Tanzânia. A fusão é vista pela mídia contemporânea como uma tentativa de prevenir uma retomada comunista em Zanzibar — pelo menos um historiador alega que pode ter sido uma tentativa de Karume, um socialista moderado de limitar a influencia da esquerda radical do Partido Umma. No entanto, muitas das políticas socialistas do Partido Umma nas áreas de saúde, educação e previdência social foram adotadas pelo governo.

## Reação externa
As forças militares britânicas no Quênia foram alertadas da revolução às 04h45 da manhã do dia 12 de janeiro e, após um pedido do sultão, foram postos em 15 minutos de prontidão para conduzir um ataque ao espaço aéreo de Zanzibar. No entanto, o Alto Comissário britânico  em Zanzibar, Timothy Crosthwait, não relatou quaisquer casos de ataques a cidadãos britânicos e desaconselhou a intervenção. Como resultado, as tropas britânicas no Quênia foram reduzidas a quatro horas de prontidão depois naquela mesma noite. Crosthwait decidiu não aprovar a evacuação imediata dos cidadãos britânicos, pois muitos ocupavam cargos chave no governo e sua remoção súbita poderia causar ainda mais danos à economia e ao governo do país. Para evitar um possível derramamento de sangue, entraram em acordo com Karume sobre um horário para uma evacuação organizada.
Horas após a revolução, o embaixador norte-americano autorizou a retirada de cidadãos americanos na ilha e um destroyer da Marinha norte-americana, o USS Manley, chegou no dia 13 de janeiro. O “Manley” atracou no porto da Cidade de Zanzibar, mas os EUA não tinham a permissão do Conselho Revolucionário para realizar a evacuação e o navio foi recebido por um grupo de homens armados. Tal permissão foi eventualmente concedida no dia 15 de janeiro, mas os britânicos viram esse confronto como sendo a causa de boa parte da subsequente hostilidade em relação às potências ocidentais em Zanzibar.
As agências de inteligência ocidentais acreditavam que a revolução havia sido organizada por comunistas supridos com armas por países do Pacto de Varsóvia. Essa suspeita foi reforçada pela indicação de Babu como Ministro das Relações Exteriores e Abdullah Kassim Hanga como Pirmeiro Ministro, ambos esquerdistas com possíveis ligações no Bloco Comunista. A Grã-Bretanha acreditava que ambos tinham fortes laços com Oscar Kambona, o Ministro das Relações estrangeiras de Tanganica e que membros dos Rifles de Tanganica auxiliaram na revolução. Alguns membros do Partido Umma vestiam fardas militares e usavam barbas no mesmo estilo de Fidel Castro, o que foi interpretado como uma indicação de apoio cubano à revolução. No entanto, essa prática teve início com membros que trabalhavam no escritório do PNZ em Cuba e se tornou um estilo comum de vestuário entre membros de partidos da oposição nos meses que antecederam a revolução. O reconhecimento da República Democrática da Alemanha (o governo zanzibari foi o primeiro governo africano a reconhecê-la) e da Coreia do Norte foi visto pelas potências ocidentais como mais uma evidência de que Zanzibar estava se alinhando fortemente ao Bloco Comunista. Apenas seis dias após a revolução o jornal New York Times declarou que Zanzibar estava “a ponto de se tornar a Cuba da África”, mas no dia 26 de janeiro negou que havia engajamento em atividades comunistas. Zanzibar continuou a receber apoio de países comunistas e sabe-se que em meados de fevereiro recebeu conselheiros da URSS, Alemanha Oriental e China. Ao mesmo tempo, a influência ocidental estava diminuindo e em meados de julho apenas um cidadão britânico — um dentista — estava trabalhando para o governo zanzibari. Foi dito também que o espião Israelita David Kimche apoiou a revolução e sabe-se que Kimche estava em Zanzibar no dia da revolução.
O sultão deposto fez um pedido sem sucesso ao Quênia e a Tanganica por assistência militar, Tanganica porém enviou 100 oficiais da sua polícia paramilitar para Zanzibar para conter os tumultos. Além dos Rifles de Tanganica (antes parte do exército colonial King’s African Rifles), a polícia era a única força armada em Tanganica e no dia 20 de janeiro a ausência da força policial levou todo o regimento dos Rifles a se amotinar. Insatisfeitos com os baixos salários e com o lento processo de substituição de oficiais britânicos por africanos, o motim dos soldados estourou de maneira similar aos levantes em Uganda e no Quênia. Entretanto, a ordem no continente africano foi rapidamente restaurada pelo Exército Britânico e pela Marinha Real sem incidentes sérios.
O possível surgimento de um estado comunista na África continuou sendo uma fonte de inquietação no Ocidente. Em fevereiro, o Comitê Britânico de Defesa e Políticas do Ultramar declarou que, mesmo que os interesses comerciais da Grã-Bretanha em Zanzibar fossem “minúsculos” e que a própria revolução “não era importante”, a possibilidade de intervenção deveria ser mantida. O comitê se preocupava com a possibilidade de Zanzibar se tornar um centro de promoção do comunismo na África, tal como Cuba nas Américas. A Grã-Bretanha, a maior parte da Commonwealth e os EUA retiveram o reconhecimento do novo regime até o dia 23 de fevereiro, quando já havia obtido o reconhecimento de boa parte do Bloco Comunista. Na opinião de Crosthwait, isso contribuiu para que Zanzibar se alinhasse à União Soviética; Crosthwait e sua equipe foram expulsos do país e foram autorizados a retornar apenas quando o reconhecimento fosse mútuo.

### Resposta militar britânica

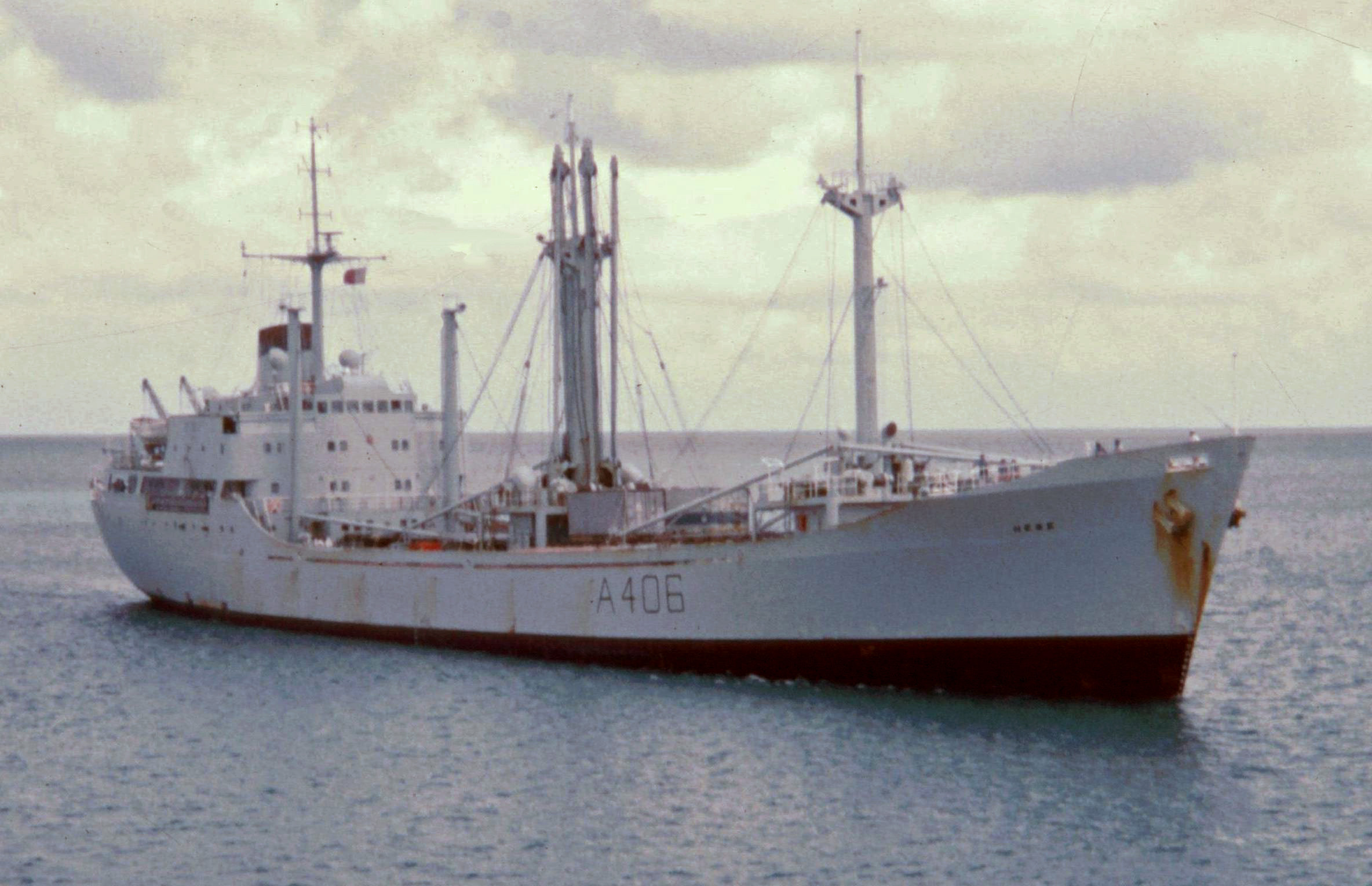
RFA Hebe

Após a evacuação de seus cidadãos no dia 13 de janeiro, o governo norte-americano declarou que reconhece que Zanzibar está situado dentro da esfera de influência britânica e que não iria intervir. Os EUA, no entanto, pressionaram para que a Grã-Bretanha cooperasse com outros países da África Oriental para restaurar a ordem. O primeiro veleiro militar britânico na cena foi o navio de sondagem HMS “Owen”, que foi retirado da costa do Quênia e chegou no anoitecer do dia 12 de janeiro. O “Owen” foi auxiliado no dia 15 de janeiro pela fragata “Rhyl” e pelo navio Auxiliar da Marinha Real “Hebe”. Enquanto o levemente armado “Owen” podia dar aos revolucionários uma demonstração moderada do poderio militar britânico, o “Hebe” e o “Rhyl”eram questões diferentes. Devido aos relatos imprecisos de que a situação em Zanzibar estava se deteriorando, o Rhyl estava transportando uma companhia de tropas do primeiro batalhão do Regimento de Staffordshire vindos do Quênia. A embarcação era amplamente conhecida da mídia queniana e iria obstruir as negociações com Zanzibar. O “Hebe” havia acabado de retirar as provisões do depósito naval em Mombassa e estava carregado com armas e explosivos. Apesar do Conselho Revolucionário não estar ciente sobre a natureza da carga do “Hebe”, a recusa da Marinha Real em permitir uma busca no navio criou suspeitas e começaram a circular rumores de que se tratava de um navio de ataque anfíbio.

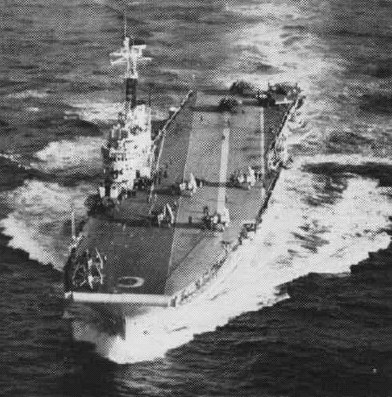
HMS Centaur

A evacuação parcial de cidadãos britânicos foi completada no dia 17 de janeiro, quando os motins militares na África Oriental levaram o “Rhyl” a Tanganica para que as tropas que ele carregava pudessem ajudar a suprimir o motim. Em seu lugar, uma companhia dos Gordon Highlanders foi transportada dentro do “Owen “ para que uma intervenção pudesse ser feita, se necessário. Os porta-aviões “Centaur” e “Victorious” foram também transferidos para a região como parte da Operação Parthenon. Apesar de nunca aprovada, a Operação Parthenon pretendia servir como uma precaução no caso de Okello ou radicais do Partido Umma tentassem tomar o poder do moderado PAS. Em adição, o plano envolvia dois porta-aviões, três destroyers, o “Owen”, 13 helicópteros, 21 aviões de transporte e reconhecimento, o segundo batalhão das Guardas Escocesas, o Comando 45 dos Fuzileiros Navais e uma companhia do segundo batalhão do Regimento dos Paraquedistas. A ilha de Unguja e seu aeroporto seriam capturadas por ataques de helicópteros e paraquedistas, seguidos pela ocupação de Pemba. A Operação Parthenon teria sido a maior operação militar aérea e anfíbia desde a Crise do Suez.
Após a revelação de que os revolucionários haviam recebido treinamento do Bloco Comunista, a Operação Parthenon foi substituída pela Operação Boris. Tal operação previa um ataque paraquedista em Unguja vindo do Quênia, mas foi logo abandonada devido à falta de segurança no Quênia e à oposição do governo queniano a permitir o uso de seu espaço aéreo. Em seu lugar foi planejada a Operação Elegância, que iria envolver um ataque de helicóptero efetuado pelos Fuzileiros Navais do HMS “Bulwark” e um porta-comandos então estacionado no Oriente Médio. Ao passo de que o “Bulwark” estava fora da região, a Operação Elegância levaria 14 dias para ser iniciada, então em um evento em que uma resposta mais imediata fosse necessária, as forças necessárias foram colocadas em 24 horas de prontidão para lançar uma operação em escala menor para proteger os cidadãos britânicos.
Com a fusão entre Tanganica e Zanzibar no dia 23 de abril, havia temores de que o Partido Umma poderia realizar um golpe de estado e a Operação Abrigo foi designada caso isso acontecesse. A Operação Abrigo exigiria um batalhão de tropas, com carros blindados a ser transportado para a ilha, para capturar o espaço aéreo e proteger o governo de Karume. No entanto, o perigo de uma revolta contra a unificação logo passou e no dia 29 de abril as tropas destinadas à Operação Abrigo foram reduzidas a 24 horas de prontidão. A Operação Elegância foi cancelada no mesmo dia. Os temores a respeito de um possível golpe, porém, permaneceram e por volta de 23 de setembro, a Operação Abrigo foi substituída pelo Plano Giralda, envolvendo o uso de tropas britânicas de Aden e do Extremo Oriente, que entrariam em ação caso o Partido Umma tentasse depor o presidente da Tanzânia Julius Nyerere. Um batalhão de infantaria, unidades de centros de operações táticos e elementos dos Fuzileiros Navais seriam transportados para Zanzibar para lançar um ataque anfíbio, apoiados por tropas de bases britânicas no Quênia ou de Aden para manter a lei e ordem. O Plano Giralda foi descartado em dezembro, colocando um fim aos planos britânicos de intervenção militar no país.

## Legado

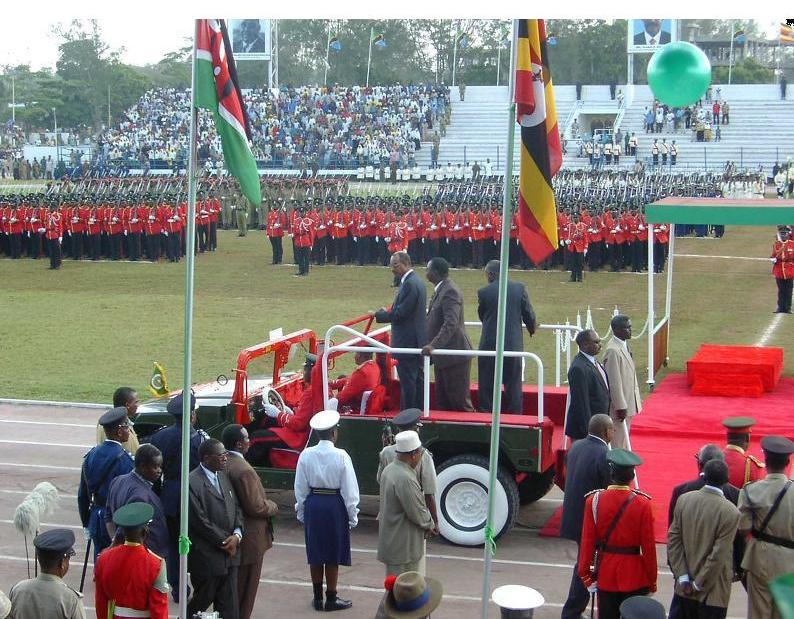
Presidente Amani Abeid Karume, filho de Abeid Karume, participando de uma parada militar em comemoração aos 40 anos da revolução.

Um dos principais impactos da revolução em Zanzibar foi o fato de ter derrubado a classe dominante árabe/asiática, que se manteve no poder por mais de 200 anos. Apesar da fusão com Tanganica, Zanzibar manteve um Conselho Revolucionário e uma Casa de Representantes, que foi até 1992, dirigida em um sistema de partido único e possuía poder sobre questões internas. O governo interno é liderado pelo Presidente de Zanzibar, com Karume sendo o primeiro detentor deste posto. Este governo usou o sucesso da revolução para implementar reformas pela ilha. Muitas destas incluíram a destituição dos árabes de posições de poder, os serviços públicos de Zanzibar, por exemplo, se tornaram instituições quase que completamente africanas e a terra foi redistribuída de árabes para africanos. No entanto, o governo revolucionário, também instituiu reformas sociais como serviços de saúde gratuitos e a abertura do sistema educacional para estudantes africanos, que antes da revolução ocupavam apenas 12% do ensino secundário.
O governo procurou ajuda da União Soviética, da República Democrática da Alemanha e da China para o financiamento de vários projetos e para aconselhamento militar. O fracasso de vários projetos conduzidos pela RDA — como o New Zanzibar Project, um plano de renovação urbana datado de 1968 que visava a construção de novos apartamentos para os zanzibaris — levou Zanzibar a buscar ajuda dos chineses. O governo pós-revolucionário foi acusado de controles draconianos às liberdades pessoais e de viagem e exerceu nepotismo na nomeação de postos políticos e na indústria e o novo governo da  Tanzânia não tinha poderes para intervir. A insatisfação com o governo chegou ao seu auge com o assassinato de Karume no dia 7 de abril de 1972, que foi seguido pelo confronto entre facções pro e antigoverno. Um sistema multipartidário foi eventualmente estabelecido em 1992, mas Zanzibar continua flagelada por alegações de corrupção e fraude eleitoral.
A própria revolução continua sendo um tópico de interesse para os zanzibaris e estudiosos. Historiadores analisaram que a revolução teve uma base tanto racial quanto social, com alguns alegando que os revolucionários africanos representam o proletariado se rebelando contra as classes dominantes e do comércio, representadas pelos árabes e austro-asiáticos. Outros desconsideram esta teoria e alegam que foi uma revolução racial, que foi exacerbada pela disparidade econômica entre as raças. Dentro de Zanzibar a revolução é um evento chave e foi marcada pela libertação de 545 prisioneiros em seu décimo aniversário e por uma parada militar em seu quadragésimo aniversário. O Dia da Revolução de Zanzibar é celebrado no dia 12 de janeiro todos os anos e foi designado como feriado pelo governo da Tanzânia.